# Trịnh Tạc
Tây Định Vương Trịnh Tạc (chữ Hán: 西定王鄭柞, 11 tháng 4 năm 1606 – 24 tháng 9 năm 1682), thụy hiệu Hoằng Tổ Dương vương (弘祖陽王), là vị chúa Trịnh thứ 3 thời Lê Trung hưng, cai trị từ năm 1657 đến 1682. Trịnh Tạc là chúa Trịnh duy nhất chứng kiến cả bảy cuộc xung đột Trịnh-Nguyễn thế kỷ 17 và có công chấm dứt việc cát cứ của họ Mạc ở Cao Bằng, đưa miền Bắc nước Đại Việt bước vào thời thịnh trị.
Trịnh Tạc là con trai thứ 4 của Văn Tổ Nghị vương Trịnh Tráng, nhưng lại được quyền kế tập ngôi vị do người anh của ông mất sớm. Năm 1657, ông chính thức lên kế vị. Trong thời gian cai trị của ông, quân Trịnh đã giành được một số thắng lợi quân sự: dẹp yên thế lực chúa Bầu họ Vũ ở Tuyên Quang và họ Mạc ở Cao Bằng, giành lại vùng đất phía bắc sông Gianh từ tay chúa Nguyễn. Từ sau năm 1672, chiến tranh Trịnh - Nguyễn chấm dứt, Trịnh Tạc bắt tay vào việc xây dựng đất nước, thực hiện cải cách trên lĩnh vực chính trị - kinh tế và đạt một số thành tựu, đưa họ Trịnh vào thời kì đỉnh cao thịnh trị. Ông qua đời năm 1682, ngôi thế tử được truyền cho con trai trưởng là Chiêu Tổ Khang vương Trịnh Căn.

## Thân thế
Trịnh Tạc là con thứ 4 của Thanh vương Trịnh Tráng, mẹ là Trần Thị Ngọc Đài, con gái Khải quận công, người làng Đồng Đợi, huyện Thiên Bản, Nam Định. Ông chào đời ngày 11 tháng 4 năm 1606 (tức ngày 5 tháng 3 ÂL). Xét về thế thứ, ông là con trai của Văn Tổ Nghị vương Trịnh Tráng, trên ông là Sùng quận công Trịnh Kiều.

## Thời trẻ
Năm 1614, Trịnh Tạc lên 9 tuổi, được ông nội là Thành Tổ Triết vương Trịnh Tùng phong làm Tây quận công. Năm 1631, ông được thăng làm Bắc quan Đô đốc phủ, Tả đô đốc Phó tướng tước Tây quận công trấn thủ Nghệ An. Năm sau được thăng hàm Thiếu phó.
Thuở nhỏ Trịnh Tạc chơi thân với hoàng tử Lê Duy Kì là con trưởng vua Kính Tông, vì hai người trạc tuổi nhau. Sau vụ Trịnh Xuân và nhà vua mưu giết nhà chúa năm 1619, chúa ép vua phải tự tử và bắt giam hết thảy các hoàng tử. Buổi chiều hôm đó chúa dạo vườn hoa, có Trịnh Tạc đi theo. Triết vương hỏi ông rằng:
Mày chơi thân với thằng Duy Kì, có hay rằng cha nó muốn giết tao không
Tạc đáp:
Bẩm cháu đâu ngờ lại thế. Bụng người ta mỗi người lại khác, bố con cũng chẳng cứ gì là bụng dạ ruột gan. Chú Thái bảo Xuân còn mưu thế vương phụ được, thì bố con đã lấy gì làm thân. Cháu trộm nghĩ việc này Vương phụ không nên trách Lê thị. Ròi từ trong xương ròi ra. Vương phụ mà làm to tát ra lắm, chỉ sợ mua xấu với thiên hạ. Các hoàng tử còn nhỏ dại thì phỏng có tội gì.
Triết Vương xiêu lòng, bảo Tạc rằng:
Mày cầm cái kim bài vào linh ngữ gọi thái tử ra đây, nếu là đứa khá thì tao cũng dung cho.
Nhờ việc đó, các hoàng tử thoát nạn, Trịnh Xuân được tha, và hoàng tử Duy Kì lên ngôi, là vua Lê Thần Tông.
Năm 1640, quân Nguyễn vượt sông Gianh đánh lấn ra Bắc Bố Chính. Năm 1643, cha Trịnh Tạc là Trịnh Tráng điều quân vào nam chiếm lại. Trịnh Tạc cùng em là Trịnh Lệ được cử đi tiên phong. Đây là lần đầu tiên ông chính thức cầm quân đối mặt với quân Nguyễn. Trận này Trịnh Tạc tổ chức tiến công giết chết tướng Nguyễn là Bùi Công Thắng, chiếm lại Bắc Bố Chính, tiến lên đóng ở cửa Nhật Lệ. Sau đó 1 tháng, chúa Trịnh rước vua Lê Thần tông cùng đi nam chinh. Hai bên đối trận chưa phân thắng bại, gặp lúc mùa hè, khí hậu oi bức, quân Trịnh bị bệnh nhiều nên Trịnh Tráng đành ra lệnh lui quân.
Năm 1642, ông được cha giao cho nhiệm vụ trấn thủ Sơn Nam, một trong bốn trọng trấn quan trọng trong khu vực đồng bằng Bắc Bộ. Cùng năm đó, huynh trưởng Sùng quận công Trịnh Kiều mất, con ông ta là Tông quận công Trịnh Hoành còn nhỏ tuổi, nên chúa quyết định dùng Trịnh Tạc làm người thừa kế. Năm 1645, Trịnh Tạc phụng mệnh đánh Mạc Kính Vũ ở Cao Bằng, giành được chiến thắng. Tháng 4 ÂL, Trịnh Tráng xin với vua Lê Chân Tông phong Trịnh Tạc làm Thái úy tả tướng tiết chế các doanh quân thủy, quân bộ các xứ, giữ quyền bính trong nước, tước Tây quốc công, mở phủ Khiêm Định. Công việc nhà nước hết thảy đều ủy thác cho Tạc quyết đoán. Thấy Trịnh Tạc được lập, hai vương tử Hoa quận công Trịnh Sầm và Phù quận công Trịnh Lịch vô cùng thất vọng. Ngày 16 tháng 6, hai người nhân lúc chúa bị cảm mà cất quân nổi loạn. Chúa sai Trịnh Tạc đem quân đi đánh, bắt được hai người giải về kinh sư giết chết.

## Vương thế tử
Mùa thu năm 1649, vua Lê Chân Tông mất không có con nối. Chúa ủy quyền cho Trịnh Tạc hội họp các quan cùng dâng biểu xin Thái Thượng hoàng Lê Thần Tông lại lên ngôi lần thứ hai. Mùa thu năm 1652, Trịnh Tráng giật dây cho bầy tôi liên danh cầu xin nhà vua, rồi phong cho Trịnh Tạc làm Nguyên soái chưởng quốc chính Tây Định vương.
Năm 1655, chúa Nguyễn Phúc Tần cử hai tướng giỏi là Nguyễn Hữu Tiến và Nguyễn Hữu Dật mang quân bắc tiến, thế mạnh như trẻ tre, quân Trịnh liên tiếp bại trận, mất tướng hao quân, 7 huyện Nam Nghệ An (Hà Tĩnh ngày nay) bị mất. Trước tình hình đó, Trịnh Tạc được điều vào Nghệ An làm Thống lĩnh, chỉ huy các đạo quân ở đây chống Nguyễn, cùng Đường quận công Đào Quang Nhiêu, Bồi tụng Phan Hưng Tạo cùng đi theo; đóng quân ở An Trường; về cánh quân thủy có Hữu thị lang Dương Hổ và Lũng quận công Vũ Văn Thiêm. Nguyễn Hữu Tiến thấy viện binh của Trịnh Tạc sợ hãi không dám đối địch, phải lui về giữ Hà Trung (thủ phủ Nghệ An lúc đó). Tuy nhiên đúng lúc đó họ Mạc ở Cao Bằng lại quấy rối, Trịnh Tạc phải rút về bắc, để lại các tướng dưới quyền cầm cự quân Nguyễn.
Sang năm 1656, quân Nguyễn phản công, Đào Quang Nhiêu bại trận phải lui về giữ An Trường. Trịnh Tráng theo lời tiến cử, sai con út là Ninh quận công Trịnh Toàn ra thay thế. Trịnh Toàn tuy đánh thắng được quân Nguyễn trận đầu, lấy lại chút khí thế cho quân Trịnh nhưng sau đó lại bị thua, phải rút về An Trường. Việc Toàn án binh ở An Trường và chú tâm lấy lòng tướng sĩ khiến Trịnh Tạc không yên tâm, bèn cử người con trưởng là Trịnh Căn mới 24 tuổi ra mặt trận, vừa để tiếp viện vừa đề phòng Trịnh Toàn.

## Tây vương Trịnh Tạc

### Huynh đệ tương tàn
Ngày 28 tháng 5 năm 1657, Trịnh Tráng qua đời, Trịnh Tạc lên thay. Vì Trịnh Toàn ở Nghệ An được nhiều người tín phục, chúa Trịnh Tạc đem lòng ngờ vực, ghen ghét. Trịnh Tạc sai con trưởng là Phú quận công Trịnh Căn ra Nghệ An giả tiếng giúp Trịnh Toàn nhưng thực chất là để giám sát; lại sai con thứ là Thọ quận công Trịnh Lệ, Vũ quận công Trịnh Đống, cùng bọn Phan Hưng Tạo, Trần Văn Tuyển, Phùng Viết Thu làm đốc thị, các quân đều tiến qua phía nam sông Lam. Trịnh Toàn thấy Trịnh Căn đến, cảm thấy lo lắng nên lui quân về An Trường, Trịnh Căn thì đóng quân ở Phù Long.
Trịnh Tạc sai sứ đến trách cứ Trịnh Toàn về việc cha chết mà không về để tang, rồi triệu về kinh. Thủ hạ của Trịnh Toàn lo sợ sang hàng quân Nguyễn. Trịnh Toàn lo sợ, đến hỏi ý của Trịnh Căn. Trịnh Căn dụ Trịnh Toàn về kinh. Toàn nghe theo; khi về đến nơi Trịnh Tạc cùng tay chân thêu dệt cho Trịnh Toàn tội mưu phản, rồi tống giam vào ngục. Sau đó ông sai Hoàng Nghĩa Giao và Phan Kiêm Toàn đến Nghệ An giúp đỡ Trịnh Căn trấn giữ nơi này.

### Chiến tranh với họ Nguyễn
Bấy giờ chiến tranh Trịnh - Nguyễn đã ở thời kì khốc liệt với việc quân Nguyễn bắc tiến, giành được bảy huyện phía nam sông Lam, uy hiếp mạnh mẽ đối với Bắc Hà. Tháng 6 năm 1658, tên quan lang Công Cẩn ở sách Trọng Hợp làm phản, hợp tác với chúa Nguyễn, nhanh chóng bị đánh dẹp. Hai bên giữ thế giằng co trong suốt hai năm 1658, 1659.
Sau một số trận giằng co, quân Nguyễn cũng phải hưu chiến vì không đủ lực lượng tổng tấn công ra bắc. Nguyễn Hữu Dật sai người ra bắc câu kết với các lực lượng phản Trịnh như Phạm Hữu Lễ ở Sơn Tây, họ Mạc ở Cao Bằng, họ Vũ ở Tuyên Quang (Chúa Bầu). Tuy nhiên hai bên dùng dằng, ỷ lại vào nhau. Trịnh Tạc phát giác việc Hữu Lễ mưu phản nhưng không cầm quân chinh phạt vì làm như vậy sẽ làm kinh động vua Lê và dân chúng quanh kinh kỳ, tạo thời cơ cho các lực lượng Mạc, Vũ và Nguyễn tấn công sẽ càng nguy hiểm hơn. Ông dùng mưu dụ và giết chết Phạm Hữu Lễ. Các cánh Vũ, Mạc vốn có toan tính riêng chứ không thực lòng muốn giúp Nguyễn, chỉ trông chờ quân Nguyễn đánh mạnh ra bắc mới hành động. Vì thế khi Hữu Lễ bị trừ rồi các cánh Mạc, Vũ không dám cử động, quân Nguyễn cũng hết trông đợi nội ứng.
Trịnh Tạc quyết định tăng thêm quân cho chiến trường phía nam. Nhờ có viện binh tiếp sức, đến cuối năm 1660, Trịnh Căn đại thắng quân Nguyễn, giành lại bảy huyện phía nam sông Lam và Bắc Bố Chính như cũ. Mùa đông năm tiếp theo, 1661, Trịnh Tạc kèm Lê Thần Tông đi Phù Lộ thuộc Bắc Bố Chính, chuẩn bị tấn công quân Nguyễn. Lần này ông vẫn để Trịnh Căn làm Nguyên soái, Đào Quang Nhiêu làm Thống suất, ngoài ra còn có Lê Thì Hiến, Hoàng Nghĩa Giao làm đốc suất... Cánh quân Trịnh tiên phong vượt sông Gianh đóng ở xã Phúc Tư. Quân Nguyễn chống đỡ có hiệu quả, giết tướng Trịnh là Hoan Trung. Đến tháng 3 ÂL, Trịnh Căn thua trận bỏ chạy, Trịnh Tạc lại đưa nhà vua trở về kinh sư, chấm dứt lần giao tranh thứ sáu của hai họ Trịnh - Nguyễn.
Sau 10 năm hưu chiến, vào giữa năm 1672, Trịnh Tạc lại đưa vua Lê Gia Tông đi đánh Nam Bố Chính, Trịnh Căn làm Nguyên soái thủy quân, thống lĩnh 3 vạn đi đánh, Trịnh Tạc và nhà vua đóng ở Bắc Bố Chính. Chúa Nguyễn sai con thứ tư là Hiệp làm Nguyên soái ra chống, có Nguyễn Hữu Dật, Nguyễn Mỹ Đức hỗ trợ, chúa Nguyễn đích thân dẫn đại quân tiếp ứng. Quân Trịnh áp sát lũy Trấn Ninh nhưng Nguyễn Hữu Dật dựa vào thành lũy kiên cố mà đẩy lui được quân Trịnh. Lúc đó đã vào mùa đông, thời tiết giá rét, Trịnh Căn lại bị bệnh nặng nên Trịnh Tạc phải lui quân. Sau trận đó, trong suốt hơn 100 năm, hai họ Trịnh Nguyễn không giao chiến thêm lần nào nữa.

### Dẹp bắc
Họ Mạc từ đời Bình An vương Trịnh Tùng đã mất ngôi cai trị ở Thăng Long, nhờ vào sự can thiệp của nhà Minh để rút lên cát cứ tại Cao Bằng. Sau đó từ thời Thanh vương Trịnh Tráng, họ Mạc nhiều lần quấy phá nhiều nơi ở Bắc Bộ, quân Trịnh nhiều lần đi dẹp nhưng chưa không diệt được. Năm 1661, nhân quân Trịnh bị quân Nguyễn đánh bại, họ Mạc lại nổi lên ở Thất Tuyền. Trịnh Tạc sai Trịnh Kiền và Phùng Viết Tu dẫn quân chống, quân Mạc phải bỏ chạy. Đầu năm 1666, Mạc Kính Vũ đánh giết Thông quận công Lê Sĩ Trí, Trịnh Tạc sai Trịnh Đống và Lê Thì Hiến đánh Cao Bằng, Kính Vũ phải bỏ trốn.
Năm 1667, Trịnh Tạc dẫn quân đánh Cao Bằng, cử Trịnh Căn làm tổng chỉ huy cùng các tướng Đinh Văn Tả, Lê Thì Hiến, Lê Sĩ Triệt, Hồ Sĩ Dương tiến đánh Cao Bằng. Kính Vũ bỏ trốn sang nhà Thanh. Tháng 2 ÂL năm 1668, Trịnh Tạc rút quân về Thăng Long, để Đinh Văn Tả ở lại trấn giữ Thất Tuyên, giết các thủ lĩnh họ Mạc, còn lại đều tha.
Mạc Kính Vũ lại sang nương nhờ nhà Thanh ở Trung Quốc. Năm 1669, sứ nhà Thanh sang, ép vua Lê phải trả Cao Bằng cho họ Mạc. Các quan Đại Việt ra sức tranh nghị nhưng không được, giằng co nhau đến hơn 40 ngày. Trịnh Tạc sau đó nói rằng: "Thờ nước lớn phải cung kính theo mệnh lệnh", rồi tâu nhà vua hãy gượng mà làm theo. Vì thế họ Mạc lại được trở về Cao Bằng.
Lại nói về thế lực của chúa Bầu họ Vũ ở Tuyên Quang, vốn hơn 100 năm bán li khai với chính quyền Lê - Trịnh. Khi đó chúa Bầu Vũ Công Đắc và Ma Phúc Trường có thù hằn với nhau, Công Đắc lo sợ bèn viết thư xin về triều, trả đất Tuyên Quang; nhưng giữa đường thì bị bọn trộm hạ sát, có lời đồn là do Ma Phúc Trường làm. Triều đình bắt giam Phúc Trường và phong cho con của Công Đắc là Vũ Công Tuấn lên thay trấn thủ Tuyên Quang (1669). Năm sau, con em Phúc Trường là Phúc Lan, Phúc Điện làm phản, Trịnh Tạc sai Lê Thì Hiến đi đánh, giết được Phúc Lan và buộc Phúc Điện phải chạy sang nhà Thanh, sau cũng bị giao trả lại và bị giết. Nhưng về sau Vũ Công Tuấn cũng không thần phục và thường đem quân quấy phá các vùng xung quanh.
Năm 1677, sau khi chiến tranh với họ Nguyễn chấm dứt, Trịnh Tạc lại sai Đinh Văn Tả đưa quân tấn công Cao Bằng. Trước kia Ngô Tam Quế phản nhà Thanh, Kính Vũ thần phục họ Ngô còn chính quyền Đại Việt không theo. Đến lúc đó Tam Quế sắp bị diệt, Kính Vũ cũng không được nhà Thanh ủng hộ nữa. Nhân đó chúa Trịnh mới cử quân tấn công. Tháng 8 ÂL, quân Lê - Trịnh hạ được Cao Bằng, Mạc Kính Vũ trốn sang Long châu; đến năm 1683 thì bị nhà Thanh giao trả cho Đại Việt. Từ đó chấm dứt việc họ Mạc cát cứ Cao Bằng.

### Chính trị, xã hội

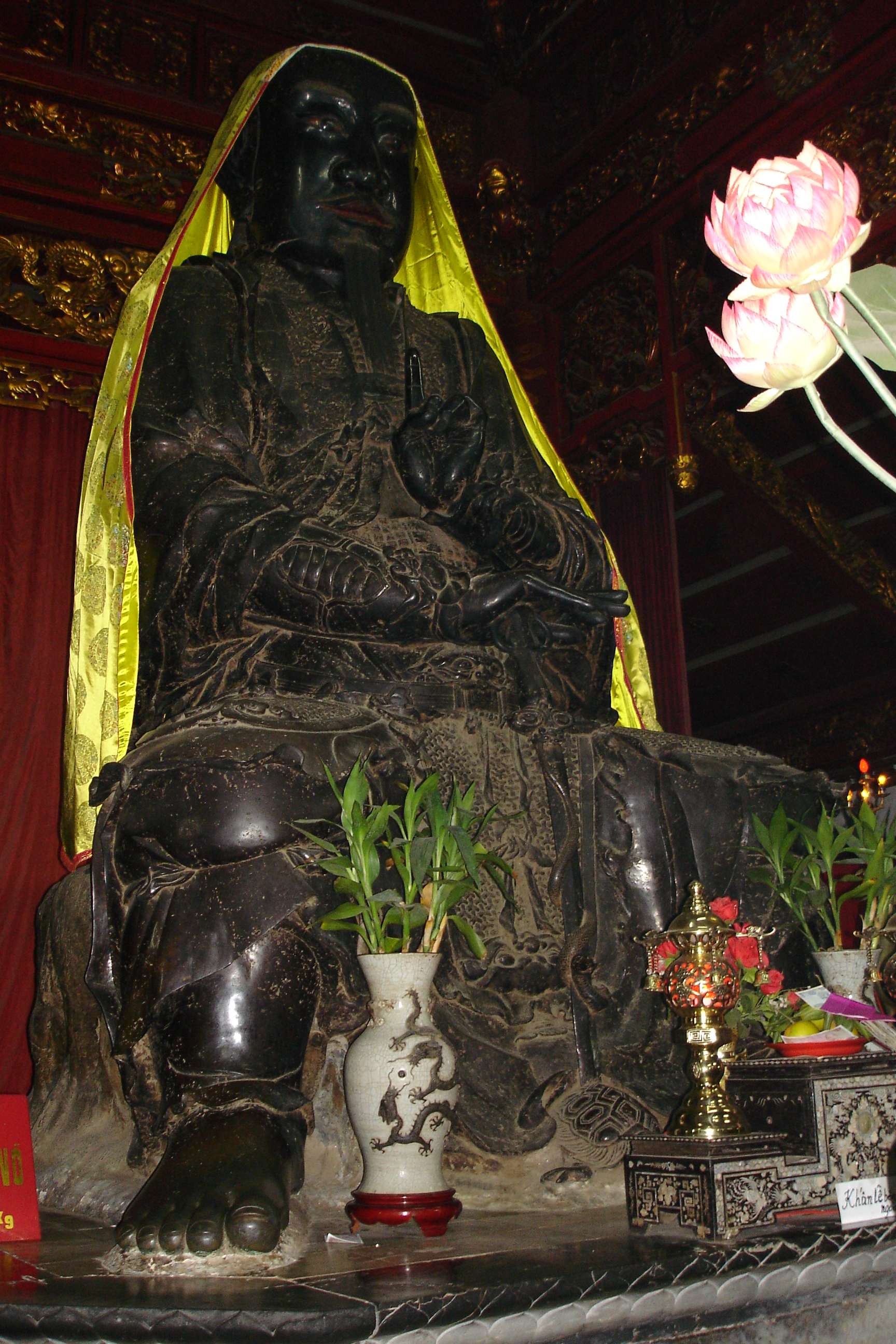
Tượng Trấn Vũ trong đền Quán Thánh, được chúa Trịnh Tạc sai đúc vào năm 1677.

Tháng 9 ÂL năm 1658, vua Lê Thần Tông gia phong cho Trịnh Tạc làm Đại nguyên soái chưởng quốc chính Thượng sư Tây Vương.
Sau trận thắng quân Nguyễn năm 1660, Trịnh Tạc nhân danh vua Lê phong cho Trịnh Căn làm Khâm sai tiết chế các xứ thủy bộ chư dinh kiểm tổng chính bính Thái uý Nghi quốc công, mở phủ Lý Quốc. Với quyết định đó, coi như Trịnh Căn đã là người sẽ kế vị ngôi chúa. Mùa hạ năm 1661, chúa cho định lại về nghi chế triều phục từ hoàng hậu, hoàng tử, thân vương, đại thần khi vào chầu vua và chúa.
Tháng 9 ÂL năm 1662, vua Lê Thần Tông lâm bệnh nặng. Trịnh Tạc theo lời dụ của Thần Tông trước khi mất, lập hoàng trưởng tử Duy Vũ còn nhỏ tuổi làm Hoàng thái tử, truất hoàng thái tử hiện tại Duy Tào làm dân thường. Không lâu sau nhà vua mất, thái tử nối ngôi, tức là Lê Huyền Tông.
Chiến tranh phía nam kết thúc, Trịnh Tạc chú tâm tới củng cố bộ máy theo lối chính quy. Ông quy định các văn thần phải thay phiên nhau vào ứng trực tại phủ chúa để làm việc, gọi là "nhập các". Dưới sự tham gia, cố vấn của tham tụng Phạm Công Trứ, một loạt chính sách mới về thuế khoá, ruộng đất được ban hành để giải quyết hậu quả chiến tranh. Đó là phép bình lệ, là phép "khoán đinh", làm sổ đinh nhất định một lần, mỗi làng quy định phải đóng bao nhiêu suất đinh, cứ như vậy hằng năm phải đóng theo số lượng đó, dù sinh thêm hay chết bớt người cũng không thay đổi.
Mùa thu năm 1662, chúa sai ban 47 điều giáo hóa thần dân trong nước, các ti phải làm biển viết rồi treo lên, mỗi lần họp làng đều phải có tiết mục đọc mấy giáo điều đó. Về quan chế, trên 6 quan thượng thư giữ 6 Bộ có đặt thêm quan Tham tụng và quan Bồi tụng coi việc chính trị. Năm 1664, chúa đặt thêm Chưởng phủ sự và Thự phủ sự để coi việc binh chính. Bên cạnh triều đình của nhà vua là phủ liêu, nắm hết quyền lực trong nước. Trịnh Tạc phải cấm các quan viên không được lập trang trại ở chỗ mình làm quan vì phần nhiều ủy quyền thế uy hiếp lấy ruộng đất của nhân dân, nuôi quân gian ác làm thủ hạ để quấy nhiễu lương dân, làm cho lắm nơi dân phải siêu tán. Như thế đỡ hại dân và giữ liêm cho quan.
Năm 1663, Trịnh Tạc lại ra sắc dụ cấm nhân dân theo đạo Gia Tô. Năm 1664, Trịnh Tạc ép nhà vua cho mình ưu đãi: vào chầu vua không phải lạy, tờ chương tấu không phải xưng tên, đặt chỗ ngồi ở bên trái chỗ ngồi của vua. Sau đó còn ép vua lập con gái mình là Trịnh Thị Ngọc Áng làm hoàng hậu. Năm 1667, sau trận thắng họ Mạc, Trịnh Tạc tự gia phong làm Đại nguyên soái thượng sư thái phụ Tây vương. Tuy nhiên, cũng bắt đầu từ thời kỳ này, xuất hiện nạn "kiêu binh". Lính Thanh - Nghệ cậy có công lao trong chiến trận sinh ra kiêu ngạo, phóng túng, giết chết bồi tụng Nguyễn Quốc Trinh, cướp phá nhà tham tụng Phạm Công Trứ. Kinh thành bị náo loạn.
Năm 1671, vua Lê Huyền Tông mất, Trịnh Tạc lập hoàng đệ Duy Khoái từ nhỏ được nuôi dạy trong phủ chúa, lên nối ngôi, là Lê Gia Tông. Bốn năm sau vua ấy cũng mất, ông đưa hoàng đệ Duy Hiệp lên nối ngôi, tức là Lê Hi Tông. Bấy giờ vua Thần Tông có người con hoang là Vũ Lăng hầu Lê Duy Lễ lớn tuổi hơn Huyền Tông, bị nhà chúa ghét nên năm xưa không được lập làm thái tử; đến đây ông ta gian dâm với cung nữ trong sơn lăng là Đặng thị, cháu gái quan Tiến sĩ khoa Vĩnh Tộ thứ 10 là Đặng Phi Hiển, vì thế bị nhà chúa sai giết chết. Đặng Phi Hiển bị vu tội âm mưu giúp sức và chết trong ngục.
Năm 1665, chúa sai Tham tụng Phạm Công Trứ soạn sách Đại Việt sử ký toàn thư gồm 23 quyển chép từ Lê Thái Tổ đến Lê Thần Tông. Năm 1676, ông sai Hồ Sĩ Dương chép nối bộ Đại Việt sử ký toàn thư. Năm 1681, lại sai Lê Hi và Nguyễn Quý Đức chép sử tiếp từ Huyền Tông đến Gia Tông, gồm 13 năm.
Theo gương cha trước đây, để giúp con tiếp quản dần ngôi vị chúa khi mình đã cao tuổi, tháng 7 nǎm 1674, khi sắp bước sang tuổi 70, Trịnh Tạc xin vua Lê tiến phong cho Trịnh Căn làm Nguyên soái, tước Định Nam vương, nắm toàn quyền thay mình. Trịnh Căn tự xưng là Phó vương. Tháng 10 ÂL năm 1676, ông bổ dụng Nguyễn Mậu Tài, Hồ Sĩ Dương giữ công việc tham tụng. Năm 1678, quy định lại lệ thi Hương, đặt trường thi ở nhiều vùng trong nước.
Năm 1682, Tham chính Thanh Hoa Nguyễn Văn Đương dâng sớ đàn hặc Tham tụng Nguyễn Mậu Tài. Tuy Mậu Tài chỉ phạm lỗi nhỏ, nhưng Trịnh Tạc muốn tỏ ra là người biết nghe lời nói thẳng, bèn bãi chức của ông ta, giáng làm Tả thị lang bộ Hộ, cất nhắc Văn Đương làm Hữu thị lang bộ Binh giữ việc Bồi tụng.
Tháng 8 năm đó (tức ngày 24 tháng 9), Trịnh Tạc qua đời, Định Nam Vương Trịnh Cǎn lên nối ngôi. Trịnh Tạc nắm quyền 25 nǎm, trải qua 4 đời vua: Lê Thần Tông, Lê Huyền Tông, Lê Gia Tông và Lê Hy Tông, hưởng thọ 77 tuổi, được tôn là Hoằng Tổ (弘祖), thụy là Thông Hiến (聰憲), tước Dương vương (陽王), lăng ở sách Vạn Lại.

## Gia đình

### Chính thất
- Chính phi Trịnh Thị Ngọc Lung, tên thụy là Từ Hậu, người làng Sài Sơn (huyện Vĩnh Phúc) Thanh Hóa. Con gái ông Thái tể Quảng quận công Trịnh Vĩnh Phúc, mẹ là Nguyễn thị, con gái của Thái tể Quỳnh Quốc công Nguyễn Mậu Nghị, người ở huyện Lôi Dương. Bà là người đôn hậu, chăm sóc Lê Gia Tông cùng Chiêu Tổ Trịnh Căn hết sức chu đáo từ nhỏ, được kính phong làm Quốc Thái mẫu. Khi Gia Tông băng, đến thăm táng, khóc rất thương tâm như chính mình mất con vậy. Mất ngày 5 tháng 9, thọ 94 tuổi. Tôn lăng ở làng Nguyệt Áng (huyện Lôi Dương).

### Thứ thất
- Thái phi Vũ Thị Ngọc Lễ, tên thụy là Từ Tá, người xã Thạch Lỗi (huyện Cẩm Giàng) Hải Dương, con gái ông Hồng Nhân Công. Sinh ra Chiêu Tổ Khang vương Trịnh Căn. Mất ngày 22 tháng 7. Tôn lăng ở sứ Mạnh Sơn.
- Tây vương phi Vũ Thị Ngọc Tấn, người làng La Miên, huyện Quỳnh Côi, trấn Sơn Nam Hạ xưa, nay là thôn La Vân, xã Quỳnh Hồng, huyện Quỳnh Phụ, tỉnh Thái Bình.
- Chiêu nghi Vũ Thị Ngọc Huấn (1604 - 1686), người Minh Cảo, Từ Liêm, con nuôi của Thượng tướng quân, Tham đốc Đồng tri Vũ Tất Phù. Sinh quận chúa Ngọc Cang
- Chiêu Nghi Mai Thị Ngọc Tiến
- Trần Thị Thoi hay Bột, gia tặng Minh Châu công chúa, hiệu là Riệu Ngọc, thụy Đoan Trang, mất ngày 28 tháng 2, táng tại huyện An Sơn, xã Thụy Khuê.
- Chiêu nghi Đặng Thị Cúc (1610 - 1668), thụy Diệu Hộ, người làng Ổi Lỗi, xã Hoa Xá, huyện Gia Phúc (nay là thôn Phương Khê, xã Hồng Hưng, huyện Gia Lộc, tỉnh Hải Dương). Cha là Tả hiệu điểm Văn Xá hầu Đặng Quang Tiến, mẹ là Bùi Thị Tính.
- Nội thị cung tần Lương Thị Ngọc Vinh, hiệu Thái Chân, tên theo Phật là Tĩnh Huệ Tiên Cung Khánh Quang Bồ tát. Bà người xã An Hòa huyện Ý Yên phủ Nghĩa Hưng. Xuất thân trong gia đình có nghề gia truyền ca hát, khi trở thành cung tần của Tây Định vương Trịnh Tạc bà sinh cho Vương một quận chúa.

### Con trai
- Mậu quận công Trịnh Đức. Không có con trai nên cho cháu ngoại là Trịnh Ức phụng tự
- Thiệu công Trịnh Úc.
- Thiếu bảo Đường quận công Trịnh Lương. Không có con trai, có con gái lấy Điền quận công Đặng Đình Sinh, do cháu ngoại là Giai Thọ hầu phụng tự.
- Chiêu Tổ Khang Vương Trịnh Căn (1633 - 1709. Mẹ là Thái phi Vũ Thị Ngọc Lễ.
- Lý Trung công gia phong Thái vương Trịnh Đống (? - 1681).
- Điện nghĩa công Trịnh Ốc (? - 1681).
- Đại tư không Phái quận công Trịnh Thâu (? - 1700).
- Đề đốc Diệu quận công Trịnh Ký.
- Thiếu bảo Thiều quận công Trịnh Pháp. Ông thích chơi nghề Giát, thường chế đồ giát vàng, giát bạc để chơi. Thời bấy giờ gọi ông là Thợ giát.
- Quốc lão Tuyên Trung công tiến phong Tuyên Mậu Công Trịnh Quán.
- Liêu Quân công Trịnh Phức phạm tội ác nghịch, con cháu phải cải sang họ mẹ.
- Trà Quân công Trịnh Cầm phạm tội ác nghịch, con cháu phải cải sang họ mẹ.

### Con gái
- Trịnh Thị Ngọc Thuyên (1626 - 1707), trưởng nữ. Mẹ là Thái phi Vũ Thị Ngọc Lễ. Là chị cùng mẹ với Khang vương Trịnh Căn. Tôn phong Ôn Cung Đoan Tĩnh Thái trưởng Quận thượng chúa, thụy là Từ Đức. Lấy Yên quận công Đặng Tiến Thự (1631 - 1698).
- Trịnh Thị Ngọc (? - 1648). Mẹ là Thái phi Vũ Thị Ngọc Lễ, chị cùng mẹ với Khang vương Trịnh Căn. Lấy Yên quận công Đặng Tiến Thự. Sau khi bà mất, Chúa lại gả chị bà là bà Ngọc Thuyên cho ông Thự làm Kế thất.
- Trịnh Thị Ngọc Án, mẹ là Chiêu nghi Vũ Thị Ngọc Huấn.
- Trịnh Thị Ngọc Cang, mẹ là Chiêu nghi Vũ Thị Ngọc Huấn.
- Trịnh Thị Ngọc Áng, Hoàng hậu của Lê Hy Tông.
- Trịnh Thị Ngọc Sanh, gả cho Nguyễn Đức Trung